# ENECO Tour 2007
ENECO Tour 2007 var den 3. udgave af ENECO Tour som blev afholdt den 22. til 29. august 2007. Løbet startede i år i Belgien med en præsentation af holdene på Kolonel Dusartplassen i Hasselt den 21. august. Dagen efter bliev der i Hasselt kørt en prolog. Løbet sluttede 8 dage senere med individuel prolog i hollandske Sittard-Geleen
Løbet startede med en kort prolog på 5,2 km i Hasselt. Via Belgien tager cykelrytterne til Holland, og i på 6. etape blev der også cyklet strækninger som bruges i Amstel Gold Race. Løbet sluttede med en individuel prolog på 29,6 km.

## Etaper

### Prolog: Hasselt, 5.2 km (enkeltstart)
22-08-2007
|   | Rytter              | Hold            | Tid    |
| - | ------------------- | --------------- | ------ |
| 1 | Michiel Elijzen     | Cofidis         | 6.09   |
| 2 | Juan Antonio Flecha | Rabobank        | + 0.01 |
| 3 | Johan van Summeren  | Predictor-Lotto | + 0.02 |

### 1. etape: Waremme – Eupen, 179 km
23-08-2007
|   | Rytter         | Hold             | Tid     |
| - | -------------- | ---------------- | ------- |
| 1 | Nick Nuyens    | Cofidis          | 4:42.38 |
| 2 | Thomas Dekker  | Rabobank         | s.t     |
| 3 | Iván Gutiérrez | Caisse d'Epargne | s.t     |

### 2. etape: Antwerpen – Knokke-Heist, 204 km
24-08-2007
|   | Rytter           | Hold            | Tid     |
| - | ---------------- | --------------- | ------- |
| 1 | Mark Cavendish   | T-Mobile        | 4:31.09 |
| 2 | Fred Rodriguez   | Predictor-Lotto | s.t     |
| 3 | Kenny van Hummel | Skil-Shimano    | s.t     |

### 3. etape: Knokke-Heist – Putte, 170.3 km
25-08-2007
|   | Rytter            | Hold            | Tid     |
| - | ----------------- | --------------- | ------- |
| 1 | Robbie McEwen     | Predictor-Lotto | 3:42.28 |
| 2 | Francesco Chicchi | Liquigas        | s.t     |
| 3 | Thor Hushovd      | Crédit Agricole | s.t     |

### 4. etape: Maldegem – Terneuzen, 182.7 km
26-08-2007
|   | Rytter          | Hold            | Tid     |
| - | --------------- | --------------- | ------- |
| 1 | Wouter Weylandt | Quick Step      | 4:09.31 |
| 2 | Thor Hushovd    | Crédit Agricole | s.t.    |
| 3 | Matthew Goss    | CSC             | s.t.    |

### 5. etape: Terneuzen – Nieuwegein, 185 km
27-08-2007
|   | Rytter             | Hold          | Tid     |
| - | ------------------ | ------------- | ------- |
| 1 | Luciano Pagliarini | Saunier Duval | 4:01.10 |
| 2 | Mark Cavendish     | T-Mobile      | s.t     |
| 3 | Graeme Brown       | Rabobank      | s.t     |

### 6. etape: Beek – Landgraaf, 176.5 km
28-08-2007
|   | Rytter           | Hold              | Tid     |
| - | ---------------- | ----------------- | ------- |
| 1 | Pablo Lastras    | Caisse d'Epargne  | 4:15.28 |
| 2 | Steven Caethoven | Chocolade Jacques | s.t     |
| 3 | Anders Lund      | CSC               | s.t     |

### 7. etape: Sittard-Geleen, 29.6 km (enkeltstart)
29-08-2007
|   | Rytter             | Hold             | Tid    |
| - | ------------------ | ---------------- | ------ |
| 1 | Sébastien Rosseler | Quick Step       | 36.50  |
| 2 | Iván Gutiérrez     | Caisse d'Epargne | + 0.02 |
| 3 | Gustav Larsson     | Unibet.com       | + 0.06 |

## Resultater

### Sammenlagt
|    | Rytter                | Hold              | Tid      |
| -- | --------------------- | ----------------- | -------- |
| 1  | Iván Gutiérrez        | Caisse d'Epargne  | 26:05.44 |
| 2  | David Millar          | Saunier Duval     | + 0.11   |
| 3  | Gustav Larsson        | Unibet.com        | + 1.05   |
| 4  | Leif Hoste            | Predictor-Lotto   | + 1.12   |
| 5  | Thomas Dekker         | Rabobank          | + 1.15   |
| 6  | Vladimir Gusev        | Discovery Channel | + 1.17   |
| 7  | Bram Tankink          | Quick Step        | + 1.32   |
| 8  | Sébastien Rosseler    | Quick Step        | + 1.33   |
| 9  | Paul Martens          | Skil-Shimano      | + 1.34   |
| 10 | Jurgen Van Den Broeck | Predictor-Lotto   | + 1.43   |

### Pointkonkurrencen
| Plads | Rytter             | Hold             | Point |
| ----- | ------------------ | ---------------- | ----- |
| 1     | Mark Cavendish     | T-Mobile         | 74    |
| 2     | Luciano Pagliarini | Saunier Duval    | 60    |
| 3     | Pablo Lastras      | Caisse d'Epargne | 51    |

### Holdkonkurrencen
|   | Hold            | Nation  | Tid      |
| - | --------------- | ------- | -------- |
| 1 | Quick Step      | Belgien | 78:21.52 |
| 2 | Predictor-Lotto | Belgien | + 0.18   |
| 3 | Rabobank        | Holland | + 0.27   |